# Мері Джо Фернандес
Мері Джо Фернандес Годсік (англ. Mary Joe Fernández Godsick, при народженні Марія Хосе Фернандес ((María José Fernández), 19 серпня 1971) — американська тенісистка, дворазова олімпійська чемпіонка.
Золоті олімпійські медалі Мері Джо здобувала на Олімпіадах у Барселоні та Атланті в парі з Джиджі Фернандес. Відкритий чемпіонат Австралії 1991 року вона виграла разом із Патті Фендік, а Відкритий чемпіонат Франції 1996 року — в парі з Ліндсі Девенпорт.
В одиночному розряді тричі грала у фіналах турнірів Великого шолома, але жодного разу не змогла виграти.

## Важливі фінали

### Турніри Великого шолома

#### Одиночний розряд: 3 (3 поразки)
| Результат | Рік  | Турнір                                 | Покриття | Опонент      | Рахунок       |
| --------- | ---- | -------------------------------------- | -------- | ------------ | ------------- |
| Поразка   | 1990 | Відкритий чемпіонат Австралії з тенісу | Тверде   | Штеффі Граф  | 3–6, 4–6      |
| Поразка   | 1992 | Australian Open                        | Тверде   | Моніка Селеш | 2–6, 3–6      |
| Поразка   | 1993 | Відкритий чемпіонат Франції з тенісу   | Ґрунт    | Штеффі Граф  | 6–4, 2–6, 4–6 |

#### Парний розряд: 7 (2 титули, 5 поразок)
| Результат | Рік  | Турнір                                 | Покриття | Партнер          | Опоненти                            | Рахунок            |
| --------- | ---- | -------------------------------------- | -------- | ---------------- | ----------------------------------- | ------------------ |
| Поразка   | 1989 | Відкритий чемпіонат США з тенісу       | Тверде   | Пем Шрайвер      | Гана Мандлікова Мартіна Навратілова | 7–5, 4–6, 4–6      |
| Поразка   | 1990 | Відкритий чемпіонат Австралії з тенісу | Тверде   | Патті Фендік     | Яна Новотна Гелена Сукова           | 6–7(5–7), 6–7(6–8) |
| Перемога  | 1991 | Australian Open                        | Тверде   | Патті Фендік     | Джиджі Фернандес Яна Новотна        | 7–6(7–4), 6–1      |
| Поразка   | 1992 | Australian Open                        | Тверде   | Зіна Гаррісон    | Аранча Санчес Вікаріо Гелена Сукова | 4–6, 6–7(4–7)      |
| Поразка   | 1996 | Australian Open                        | Тверде   | Ліндсі Девенпорт | Чанда Рубін Аранча Санчес Вікаріо   | 5–7, 6–2, 4–6      |
| Перемога  | 1996 | Відкритий чемпіонат Франції з тенісу   | Ґрунт    | Ліндсі Девенпорт | Джиджі Фернандес Наташа Звєрєва     | 6–2, 6–1           |
| Поразка   | 1997 | French Open                            | Ґрунт    | Ліза Реймонд     | Джиджі Фернандес Наташа Звєрєва     | 2–6, 3–6           |

### Олімпіади

#### Одиночний розряд: 1 бронзова медаль
| Результат | Рік  | Місце                       | Покриття | Опонент   | Рахунок |
| --------- | ---- | --------------------------- | -------- | --------- | ------- |
| Bronze    | 1992 | Літні Олімпійські ігри 1992 | Ґрунт    | Без матчу | —       |

У 1992 році матч за третє місце не відбувався.

#### Парний розряд: 2 золоті медалі
| Результат | Рік  | Місце                       | Покриття | Партнер          | Опоненти                               | Рахунок       |
| --------- | ---- | --------------------------- | -------- | ---------------- | -------------------------------------- | ------------- |
| Gold      | 1992 | Літні Олімпійські ігри 1992 | Ґрунт    | Джиджі Фернандес | Кончіта Мартінес Аранча Санчес Вікаріо | 7–5, 2–6, 6–2 |
| Gold      | 1996 | Літні Олімпійські ігри 1996 | Тверде   | Джиджі Фернандес | Яна Новотна Гелена Сукова              | 7–6(9–7), 6–4 |

### Чемпіонат WTA

#### Парний розряд: 1 титул
| Результат | Рік  | Місце    | Покриття  | Партнер          | Опоненти                          | Рахунок  |
| --------- | ---- | -------- | --------- | ---------------- | --------------------------------- | -------- |
| Перемога  | 1996 | New York | Килим (i) | Ліндсі Девенпорт | Яна Новотна Аранча Санчес Вікаріо | 6–3, 6–2 |

## Фінали турнірів WTA

### Одиночний розряд: 16 (7–9)
| Фінали за покриттям |
| ------------------- |
| Тверде (2–4)        |
| Трава (0–1)         |
| Ґрунт (2–2)         |
| Килим (3–2)         |

| Результат | Ранг | Дата            | Турнір                                 | Покриття  | Опонент           | Рахунок            |
| --------- | ---- | --------------- | -------------------------------------- | --------- | ----------------- | ------------------ |
| Поразка   | 1.   | 9 жовтня 1989   | Porsche Tennis Grand Prix              | Килим (i) | Габріела Сабатіні | 6–7(5–7), 4–6      |
| Поразка   | 2.   | 15 січня 1990   | Відкритий чемпіонат Австралії з тенісу | Тверде    | Штеффі Граф       | 3–6, 4–6           |
| Перемога  | 1.   | 24 вересня 1990 | Токіо                                  | Килим (i) | Емі Фрейзер       | 3–6, 6–2, 6–3      |
| Перемога  | 2.   | 15 жовтня 1990  | Porsche Tennis Grand Prix              | Килим (i) | Барбара Паулюс    | 6–1, 6–3           |
| Поразка   | 3.   | 15 квітня 1991  | Х'юстон                                | Ґрунт     | Моніка Селеш      | 4–6, 3–6           |
| Поразка   | 4.   | 16 вересня 1991 | Токіо                                  | Тверде    | Моніка Селеш      | 1–6, 1–6           |
| Поразка   | 5.   | 13 січня 1992   | Відкритий чемпіонат Австралії з тенісу | Тверде    | Моніка Селеш      | 2–6, 3–6           |
| Поразка   | 6.   | 3 лютого 1992   | Ессен                                  | Килим (i) | Моніка Селеш      | 0–6, 3–6           |
| Перемога  | 3.   | 22 лютого 1993  | Мастерс Індіан-Веллс                   | Тверде    | Аманда Кетцер     | 3–6, 6–1, 7–6(8–6) |
| Поразка   | 7.   | 24 травня 1993  | Відкритий чемпіонат Франції з тенісу   | Ґрунт     | Штеффі Граф       | 6–4, 2–6, 4–6      |
| Поразка   | 8.   | 10 червня 1994  | Sydney International                   | Тверде    | Дате-Крумм Кіміко | 4–6, 2–6           |
| Перемога  | 4.   | 16 травня 1994  | Internationaux de Strasbourg           | Ґрунт     | Габріела Сабатіні | 2–6, 6–4, 6–0      |
| Перемога  | 5.   | 27 лютого 1995  | Мастерс Індіан-Веллс                   | Тверде    | Наташа Звєрєва    | 6–4, 6–3           |
| Перемога  | 6.   | 16 жовтня 1995  | Брайтон                                | Килим (i) | Аманда Кетцер     | 6–4, 7–5           |
| Поразка   | 9.   | 17 червня 1996  | Eastbourne International               | Трава     | Моніка Селеш      | 0–6, 2–6           |
| Перемога  | 7.   | 12 травня 1997  | German Open                            | Ґрунт     | Марі П'єрс        | 6–4, 6–2           |

### Парний розряд: 43 (19–24)
| Перемога — Легенда            |
| ----------------------------- |
| Турніри Великого шолома (2–5) |
| Турніри WTA Tour (1–0)        |
| Олімпійські Ігри (2–0)        |
| Tier I (2–5)                  |
| Tier II (8–11)                |
| Tier III (4–3)                |
| Tier IV (0–0)                 |
| Tier V (0–0)                  |

| Фінали за покриттям |
| ------------------- |
| Тверде (8–14)       |
| Трава (0–1)         |
| Ґрунт (6–4)         |
| Килим (5–5)         |

| Результат | Ранг | Дата              | Турнір                                  | Покриття  | Партнер               | Опоненти                                      | Рахунок                 |
| --------- | ---- | ----------------- | --------------------------------------- | --------- | --------------------- | --------------------------------------------- | ----------------------- |
| Поразка   | 1.   | 30 січня 1989     | Toray Pan Pacific Open                  | Килим (i) | Клаудія Коде-Кільш    | Катріна Адамс Зіна Гаррісон                   | 3–6, 6–3, 6–7(5–7)      |
| Поразка   | 2.   | 13 березня 1989   | Бока-Ратон                              | Тверде    | Джо Дьюрі             | Яна Новотна Гелена Сукова                     | 4–6, 2–6                |
| Поразка   | 3.   | 7 серпня 1989     | LA Women's Tennis Championships         | Тверде    | Клаудія Коде-Kilsch   | Мартіна Навратілова Венді Тернбулл            | 2–5 ret.                |
| Поразка   | 4.   | 28 серпня 1989    | Відкритий чемпіонат США з тенісу        | Тверде    | Пем Шрайвер           | Гана Мандлікова Мартіна Навратілова           | 7–5, 4–6, 4–6           |
| Перемога  | 1.   | 18 вересня 1989   | Даллас                                  | Килим (i) | Бетсі Нагелсен        | Еліз Берджін Розалін Феербенк                 | 7–6(7–5), 6–3           |
| Поразка   | 5.   | 15 січня 1990     | Відкритий чемпіонат Австралії з тенісу  | Тверде    | Патті Фендік          | Яна Новотна Гелена Сукова                     | 6–7(5–7), 6–7(3–7)      |
| Перемога  | 2.   | 24 вересня 1990   | Токіо                                   | Килим (i) | Робін Вайт            | Джиджі Фернандес Мартіна Навратілова          | 4–6, 6–3, 7–6(7–4)      |
| Перемога  | 3.   | 15 жовтня 1990    | Porsche Tennis Grand Prix               | Килим (i) | Зіна Гаррісон         | Мерседес Пас Аранча Санчес Вікаріо            | 7–5, 6–3                |
| Поразка   | 6.   | 5 листопада 1990  | Worcester                               | Килим (i) | Яна Новотна           | Джиджі Фернандес Гелена Сукова                | 6–3, 3–6, 3–6           |
| Перемога  | 4.   | 14 січня 1991     | Відкритий чемпіонат Австралії з тенісу  | Тверде    | Патті Фендік          | Джиджі Фернандес Яна Новотна                  | 7–6(7–4), 6–1           |
| Поразка   | 7.   | 28 січня 1991     | Toray Pan Pacific Open                  | Килим (i) | Робін Вайт            | Кеті Джордан Елізабет Смайлі                  | 6–4, 0–6, 3–6           |
| Перемога  | 5.   | 15 березня 1991   | Мастерс Маямі                           | Тверде    | Зіна Гаррісон         | Джиджі Фернандес Яна Новотна                  | 7–5, 6–2                |
| Поразка   | 8.   | 15 квітня 1991    | Х'юстон                                 | Ґрунт     | Патті Фендік          | Джилл Гетерінгтон Кеті Ріналді                | 1–6, 6–2, 1–6           |
| Перемога  | 6.   | 16 вересня 1991   | Токіо                                   | Тверде    | Пем Шрайвер           | Керрі Каннінгем Лаура Аррая                   | 6–3, 6–3                |
| Поразка   | 9.   | 11 листопада 1991 | Філадельфія                             | Килим (i) | Зіна Гаррісон         | Лариса Савченко-Нейланд Яна Новотна           | 2–6, 4–6                |
| Поразка   | 10.  | 6 січня 1992      | Sydney International                    | Тверде    | Зіна Гаррісон         | Аранча Санчес Вікаріо Гелена Сукова           | 6–7(4–7), 7–6(4–7), 2–6 |
| Поразка   | 11.  | 13 січня 1992     | Відкритий чемпіонат Австралії з тенісу  | Тверде    | Зіна Гаррісон         | Аранча Санчес Вікаріо Гелена Сукова           | 4–6, 6–7(3–7)           |
| Поразка   | 12.  | 15 червня 1992    | Eastbourne International                | Трава     | Зіна Гаррісон         | Лариса Савченко-Нейланд Яна Новотна           | 0–6, 3–6                |
| Перемога  | 7.   | 28 липня 1992     | Теніс на літніх Олімпійських іграх 1992 | Ґрунт     | Джиджі Фернандес      | Кончіта Мартінес Аранча Санчес Вікаріо        | 7–5, 2–6, 6–2           |
| Перемога  | 8.   | 21 вересня 1992   | Токіо                                   | Тверде    | Робін Вайт            | Басукі Яюк Міягі Нана                         | 6–4, 6–4                |
| Поразка   | 13.  | Mary 3, 1993      | Мастерс Рим                             | Ґрунт     | Зіна Гаррісон         | Яна Новотна Аранча Санчес Вікаріо             | 4–6, 2–6                |
| Перемога  | 9.   | 17 травня 1993    | Lucerne                                 | Ґрунт     | Гелена Сукова         | Ліндсі Девенпорт Маріанн Вердел               | 6–2, 6–4                |
| Поразка   | 14.  | 17 жовтня 1994    | Брайтон                                 | Килим (i) | Яна Новотна           | Манон Боллеграф Лариса Савченко-Нейланд       | 6–4, 2–6, 3–6           |
| Поразка   | 15.  | 9 січня 1995      | Sydney International                    | Тверде    | Патті Фендік          | Ліндсі Девенпорт Яна Новотна                  | 5–7, 6–2, 4–6           |
| Перемога  | 10.  | 6 березня 1995    | Дельрей-Біч                             | Тверде    | Яна Новотна           | Лорі Макніл Лариса Савченко-Нейланд           | 6–2, 6–4                |
| Перемога  | 11.  | 22 травня 1995    | Internationaux de Strasbourg            | Ґрунт     | Ліндсі Девенпорт      | Сабін Аппельманс Міріам Ореманс               | 6–2, 6–3                |
| Перемога  | 12.  | 18 вересня 1995   | Токіо                                   | Тверде    | Ліндсі Девенпорт      | Аманда Кетцер Лінда Вілд                      | 6–3, 6–2                |
| Перемога  | 13.  | 8 січня 1996      | Sydney International                    | Тверде    | Ліндсі Девенпорт      | Лорі Макніл Гелена Сукова                     | 6–3, 6–3                |
| Поразка   | 16.  | 15 січня 1995     | Відкритий чемпіонат Австралії з тенісу  | Тверде    | Ліндсі Девенпорт      | Чанда Рубін Аранча Санчес Вікаріо             | 5–7, 6–2, 4–6           |
| Поразка   | 17.  | 1 квітня 1996     | Volvo Car Open                          | Ґрунт     | Джиджі Фернандес      | Яна Новотна Аранча Санчес Вікаріо             | 2–6, 3–6                |
| Перемога  | 14.  | 27 травня 1996    | Відкритий чемпіонат Франції з тенісу    | Ґрунт     | Ліндсі Девенпорт      | Джиджі Фернандес Наташа Звєрєва               | 6–2, 6–1                |
| Перемога  | 15.  | 22 липня 1996     | Теніс на літніх Олімпійських іграх 1996 | Тверде    | Джиджі Фернандес      | Яна Новотна Гелена Сукова                     | 7–6(8–6), 6–4           |
| Поразка   | 18.  | 5 серпня 1996     | Мастерс Канада                          | Тверде    | Гелена Сукова         | Лариса Савченко-Нейланд Аранча Санчес Вікаріо | 6–7(1–7), 1–6           |
| Перемога  | 16.  | 4 листопада 1996  | Silicon Valley Classic                  | Килим (i) | Ліндсі Девенпорт      | Іріна Спирля Наталі Тозья                     | 6–1, 6–3                |
| Перемога  | 17.  | 18 листопада 1996 | Чемпіонат WTA                           | Килим (i) | Ліндсі Девенпорт      | Яна Новотна Аранча Санчес Вікаріо             | 6–3, 6–2                |
| Перемога  | 18.  | 31 березня 1997   | Volvo Car Open                          | Ґрунт     | Мартіна Хінгіс        | Ліндсі Девенпорт Яна Новотна                  | 7–5, 4–6, 6–1           |
| Перемога  | 19.  | 19 травня 1997    | Мадрид                                  | Ґрунт     | Аранча Санчес Вікаріо | Інес Горрочатегі Іріна Спирля                 | 6–3, 6–2                |
| Поразка   | 19.  | 26 травня 1997    | Відкритий чемпіонат Франції з тенісу    | Ґрунт     | Ліза Реймонд          | Джиджі Фернандес Наташа Звєрєва               | 2–6, 3–6                |
| Поразка   | 20.  | 10 серпня 1998    | Бостон                                  | Тверде    | Маріан де Свардт      | Ліза Реймонд Ренне Стаббс                     | 4–6, 4–6                |
| Поразка   | 21.  | 21 вересня 1998   | Токіо                                   | Тверде    | Аранча Санчес Вікаріо | Анна Курникова Моніка Селеш                   | 4–6, 4–6                |
| Поразка   | 22.  | 11 січня 1999     | Sydney International                    | Тверде    | Анке Губер            | Олена Лиховцева Суґіяма Ай                    | 3–6, 6–2, 0–6           |
| Поразка   | 23.  | 3 березня 1999    | Мастерс Індіан-Веллс                    | Тверде    | Яна Новотна           | Мартіна Хінгіс Курникова Анна Сергіївна       | 2–6, 2–6                |
| Поразка   | 24.  | 18 березня 1999   | Мастерс Маямі                           | Тверде    | Моніка Селеш          | Мартіна Хінгіс Яна Новотна                    | 6–0, 4–6, 6–7(1–7)      |

## Виступи в турнірах Великого шолома

### Одиночний розряд
| Турнір                                 | 1985  | 1986  | 1987  | 1988  | 1989  | 1990  | 1991  | 1992  | 1993  | 1994  | 1995  | 1996  | 1997  | 1998  | 1999  | Career SR |
| -------------------------------------- | ----- | ----- | ----- | ----- | ----- | ----- | ----- | ----- | ----- | ----- | ----- | ----- | ----- | ----- | ----- | --------- |
| Відкритий чемпіонат Австралії з тенісу |       | NH    |       |       | 3р    | F     | ПФ    | F     | ЧФ    | 2р    | 2р    | 2р    | ПФ    |       | 3р    | 0 / 10    |
| Відкритий чемпіонат Франції з тенісу   | 1р    | ЧФ    | 2р    |       | ПФ    | ЧФ    | ЧФ    | 3р    | F     | 3р    | 1р    | 2р    | ЧФ    |       | 2р    | 0 / 13    |
| Вімблдонський турнір                   |       | 1р    | 2р    | 2р    | 2р    |       | ПФ    | 3р    | 3р    | 3р    | ЧФ    | ЧФ    | 2р    |       | 1р    | 0 / 12    |
| Відкритий чемпіонат США з тенісу       | 2р    | 3р    | 3р    | 3р    | 1р    | ПФ    | 3р    | ПФ    |       | 3р    | ЧФ    |       | 2р    | 3р    | 2р    | 0 / 13    |
| SR                                     | 0 / 2 | 0 / 3 | 0 / 3 | 0 / 2 | 0 / 4 | 0 / 3 | 0 / 4 | 0 / 4 | 0 / 3 | 0 / 4 | 0 / 4 | 0 / 3 | 0 / 4 | 0 / 1 | 0 / 4 | 0 / 48    |
| Загальна статистика                    |       |       |       |       |       |       |       |       |       |       |       |       |       |       |       |           |
| Рейтинг на кінець року                 | 99    | 27    | 20    | 15    | 12    | 4     | 8     | 6     | 7     | 14    | 8     | 16    | 10    | 76    | 38    |           |

### Парний розряд
| Турнір                                 | 1986  | 1987  | 1988  | 1989  | 1990  | 1991  | 1992  | 1993  | 1994  | 1995  | 1996  | 1997  | 1998  | 1999  | Career SR |
| -------------------------------------- | ----- | ----- | ----- | ----- | ----- | ----- | ----- | ----- | ----- | ----- | ----- | ----- | ----- | ----- | --------- |
| Відкритий чемпіонат Австралії з тенісу | NH    |       |       | ЧФ    | F     | П     | F     | ЧФ    | ЧФ    | ЧФ    | F     | 2р    |       | 2р    | 1 / 10    |
| Відкритий чемпіонат Франції з тенісу   |       | 1р    |       | 2р    |       | ЧФ    | 1р    | 3р    | 3р    | ПФ    | П     | F     |       | 2р    | 1 / 10    |
| Вімблдонський турнір                   |       | 1р    |       |       |       | ПФ    | ЧФ    | ПФ    | 1р    | 1р    | ЧФ    | ЧФ    |       | ЧФ    | 0 / 9     |
| Відкритий чемпіонат США з тенісу       | 1р    | 2р    | 2р    | F     |       | ПФ    | ЧФ    |       |       |       |       | 3р    | 3р    | ЧФ    | 0 / 9     |
| SR                                     | 0 / 1 | 0 / 3 | 0 / 1 | 0 / 3 | 0 / 1 | 1 / 4 | 0 / 4 | 0 / 3 | 0 / 3 | 0 / 3 | 1 / 3 | 0 / 4 | 0 / 1 | 0 / 4 | 2 / 38    |
| Загальна статистика                    |       |       |       |       |       |       |       |       |       |       |       |       |       |       |           |
| Рейтинг на кінець року                 | 131   | 85    | 63    | 8     | 6     | 5     | 11    | 15    | 26    | 10    | 5     | 16    | 89    | 26    |           |